# Hongkongs damlandslag i volleyboll
Hongkongs damlandslag i volleyboll  representerar Hongkong i volleyboll på damsidan. Det har deltagit vid asiatiska mästerskapen och asiatiska spelen flera gånger och som bäst blivit sexa i bägge tävlingarna.

### Fotnoter
1. 1 2 3 4 5 6 7 8 9 10 11 12 13  ”Asian senior women volleyball championship” (på engelska). Asian Volleyball Confederation. https://asianvolleyball.net/new/asian-senoir-women-volleyball-championship/. Läst 11 februari 2023.
2. ↑  ”Result sheet” (på engelska). Asian Volleyball Confederation. https://www.asianvolleyball.net/bulletin/876894764_1412266044.pdf. Läst 19 december 2023.
3. ↑  ”ASIAN SENIOR WOMEN VOLLEYBALL CHAMPIONSHIP” (på engelska). Asian Volleyball Confederation. https://asianvolleyball.net/new/asian-senoir-women-volleyball-championship/. Läst 23 oktober 2022.
4. ↑  ”AVC Women's Volleyball Challenge Cup 2022 Thailand - Results, fixtures, tables and stats - Global Sports Archive” (på engelska). https://globalsportsarchive.com/competition/volleyball/avc-womens-volleyball-challenge-cup-2022-thailand/final-round/68062/. Läst 18 januari 2025.
5. ↑  Preechachan (26 juni 2023). ”VIETNAM CROWNED WINNERS OF AVC CHALLENGE CUP” (på engelska). https://asianvolleyball.net/new/vietnam-crowned-winners-of-avc-challenge-cup/. Läst 8 juli 2023.
6. ↑  ”Bulltein No. 8” (på engelska). Asian Volleyball Confederation. https://asianvolleyball.net/new/wp-content/uploads/2023/09/Bulletin_No8_Sr.Women_.pdf. Läst 13 oktober 2023.
7. ↑  ”Volleyball Teams Final Ranking” (på engelska). Asian Volleyball Confederation. https://asianvolleyball.net/new/wp-content/uploads/2024/05/WCC2024_Bulletin_No_08.pdf. Läst 22 juni 2024.